# Jean Merlin
Pour les articles homonymes, voir Merlin (homonymie).
Ne pas confondre avec l'acteur et scénariste américain Jan Merlin (1925-2019).
Jean Merlin est un prestidigitateur français né en 1944, décédé en 2025. Il est spécialisé en close-up, magie pour enfants, sculpture de ballons, magie comique, magie de scène et magie de cabaret.

## Biographie
Né en 1944, il commence la prestidigitation à l'âge de six ans avec une boîte de magie allemande, étant donné qu'on ne pouvait plus en trouver de boîtes françaises dans l'immédiat après-guerre. Il est donc obligé d'inventer, avec son père, ses propres routines.
C'est entre 18 et 19 ans qu'il passe professionnel. Il commence par s'inspirer de Jacques Delord et présente des numéros de cordes. Il passe sa jeunesse dans les music-halls (Bobino, Alhambra, Olympia, Pacra), soit en se produisant, soit en étant présent aux spectacles d'artistes divers (magiciens, chanteurs, comiques...), ce qui lui permet d'apprendre les ficelles du métier.Il suit des cours aux Arts appliqués à l'industrie (où il apprend la poterie, la menuiserie et la laque chinoise. Il obtient un diplôme de designer) il fréquente" également l'école Boulle et l'école Estienne, mais en élève libre.
Il débutera au café concert "La Maxéville" (aujourd’hui disparu). Mais ce qui le fascinait, c’était les magiciens de l’époque qui travaillaient tous les soirs dans plusieurs cabarets:
Jean Ludow, Pierre Switon, Kassagi, Jean Delaude, Freddy Fah, etc. il débuta en cabaret rue Saint-Séverin, "Chez Papille", un cabaret tenu par deux dames. et c'est delà que tout va partir..
Remarqué salle Pleyel en 1973 par un agent américain : Emil Loew, il part faire une tournée de conférences (46) émaillée de galas et de télés et ramène de ce voyage deux choses: le close-up, mais vu de façon commerciale, et la sculpture avec un seul ballon qu’il apprendra en deux après-midi avec Roger Siegel de Chicago.
Durant cette tournée, côtoie les plus grands: Dai Vernon, Slydini,John Scarne, Shimada, Fred Kaps, Johnny Hart, Albert Goshman, etc.
Il a également édité le magazine Mad Magic, illustré par James Hodges et publié par Michel Hatte.
Il est considéré comme l'un des introducteurs du close-up en France (et en particulier d'avoir fait connaître aux magiciens français l'américain Tony Slydini).

### Prix
- 1972 : 2e prix de micromagie au 12e championnat du monde de la FISM (Paris)[5]

### Ouvrages et brochures
Ouvrages illustrés par Jean Merlin :
- 1969 : Premier livre de close-up - Tome 1, Lyon, Monsieur Séraphin
- 1973 : Premier livre de close-up - Tome 2, Lyon, Monsieur Séraphin

Ouvrages ayant été illustrés par James Hodges :
- 1981, My personnal routine of 6 foulards, Jean Merlin Big Magic, 48 p.
- 1981, La plupart des foulards ont 4 coins, Jean Merlin Big Magic, 28 p.
- 1981, Merlin on silks 1 : 12 lectures notes
- 1981(?), Merlin On silks 2  : Les 6 foulards
- 1985, Prédiction définitive, Jean Merlin Big Magic, 18 p.
- 1987, Entairtaining-Balloons, Jean Merlin Big Magic, 128 p.
- 1998, My personnal routine of boulettes, Jean Merlin Big Magic, 72 p.
- 2001, L'époustouflante magie des cordes, Joker Deluxe, 49 p.
- Notes de cordes, 4 fascicules
- The Jean Merlin Book of Magic
- Vegas - Les vrais secrets
- Vegas 97 - Le triomphe des magiciens !
- Le grand livre des ballons
- Le petit manuel du sculpteur sur ballons

### Ouvrages ayant été traduits
- 1994 : Great Balloons! : the complete book of balloon sculpting, Richard Kaufman and Alan Greenberg

### Revues
- Mad Magic (créateur avec James Hodges) de 1976 à 1985.
- Magicus (rédacteur)